# Starodobnik
Starodobnik ali oldtimer (angleško  historic vehicle ali classic vehicle ) je starejše dobro ohranjeno vozilo. Status starodobnika podeli vozilu na podlagi dokumentov nacionalne zveze homologacijski organ. Podeli se lahko vozilu, ki je starejše od 30 let (v izjemnih primerih, na primer omejena serija, inovativne tehnične rešitve, odlična ohranjenost ali zanimiva dokumentirana zgodovina, je lahko vozilo staro med 20 do 30 let in je opredeljeno kot mladodobno vozilo ali youngtimer), ohranjeno in tehnično vzdrževano tako, da je skladno z originalno konstrukcijsko sestavo in obliko, in ki zaradi tega svojega zgodovinskega in tehničnega pomena ni namenjeno vsakodnevni uporabi. Status starodobnega vozila, torej vpis v prometno dovoljenje, lahko dobi samo vozilo, ki je že staro vsaj 30 let.
Starodobna vozila v Sloveniji »pokrivata« dve zvezi (SVAMZ - Slovenska veteranska avto moto zveza, in SVS - Starodobna vozila Slovenije) klubov, katerih člani so lastniki in ljubitelji starodobnih vozil. Skrbita za ohranjanje in obnavljanje tehnične kulturne dediščine in jo preko svojih prireditev in medijev predstavljata javnosti. Prav tako aktivno nastopata pred zakonodajalcem in apelirata na ugodne rešitve za starodobna vozila. 
Zveza SVAMZ - Slovenska veteranska avto-moto zveza je bila prva uradno registrirana zveza v Sloveniji (5.11.1999, UE Žalec, začetki zveze pa segajo v leto 1997, ko se odpre Muzej motociklov na Vranskem). Je članica mednarodne organizacije FIVA - Fédération International des Véhicules Anciens, ICOM - Mednarodnega muzejskega sveta, in TICCIH - Mednarodne organizacije za varstvo industrijske dediščine. Prav tako ima status nevladne organizacije v javnem interesu na področju kulture že vse od leta 2005. Izdaja revijo Avto Motor Classic, ki je na trgu že več kot dvajset let.  Je tudi pobudnica prvih sprememb na področju zakonodaje takoj po osamosvojitvi države v sklopu prometne zakonodaje, da se je pojem starodobnik sploh vnesel v takratni zakon. Danes sodeluje pri sprejemanju zakonodaje in aktivno apelira na pomembnost ohranjanja starodobnih vozil v vsakdanjem prometu. 